# Google Earth
Гугл ерт (енгл. Google Earth — „Гугл Земља”) рачунарски је програм који исцртава 3Д приказ Земље на основу сателитског снимања. Програм мапира Земљу тако што надређује сателитске слике, фотографије из ваздуха и ГИС податке на 3Д глобус, омогућавајући корисницима да виде градове и пејзаже из различитих углова. Корисници могу да истражују глобус уносом адреса и координата или помоћу тастатуре или миша. Програм се такође може преузети на паметном телефону или таблету, коришћењем екрана осетљивог на додир или дигиталне оловке ради навигације. Корисници могу користити програм да би додали сопствене податке коришћењем Кихоул маркап лангваџа и да би их отпремили у различитим изворима, попут форума или блогова. Гугл ерт може приказати различите врсте слика које су сликане са површине Земље, а такође је и клијент услуге веб-мапа.
Поред навигације Земљом, Гугл ерт обезбеђује низ других алата путем апликације за стоне рачунаре. Доступни су додатни глобуси за Месец и Марс, као и алат за гледање ноћног неба. Укључен је и симулатор лета. Друге функције омогућавају корисницима да прегледају фотографије са различитих места отпремљених у Панорамиоу, информације које пружа Википедија на неким локацијама и Стрит вју снимање. Верзија заснована на вебу Гугл ерта укључује и Војаџер, функцију која повремено додаје обиласке програма, често представљене од стране научника и документараца.
Програм је забрањен у неким земљама због тога што се сматра претњом по приватности и националну безбедност. Неке земље су затражиле да се одређена подручја замуте у Гугловим сателитским сликама, обично подручја у којима се налазе војни објекти.

## Доступни језици
Од верзије 5.0 Гугл ерт је доступан на 37 језика (од којих су четири у две варијанте):
- арапски
- бугарски
- бенгалски
- вијетнамски
- грчки
- дански
- енглески
- индонежански
- италијански
- јапански
- каталонски
- кинески (традиционални, поједностављени)
- корејски
- летонски
- литвански
- мађарски
- немачки
- норвешки
- пољски
- португалски
- румунски
- руски
- словачки
- словеначки
- српски
- тајландски
- турски
- украјински
- филипински
- фински
- француски
- хебрејски
- хинди
- холандски
- чешки
- шведски
- шпански